# 多蘿西·古德
多蘿西·古德（英語：Dorothy Good，1687或1688年－1710年以後）是塞勒姆審巫案中年紀最小的被指控者，在遭受指控時年僅四歲。多蘿西是威廉·古德與薩娜·古德所生的女兒，另有一個素未謀面，在監獄中死亡的妹妹梅西·古德。有時她的名字會被錯誤記載為多卡斯·古德（英語：Dorcas Good）
多蘿西受到當地的地方法官審問，並承認自己是女巫。據稱多蘿西聲稱她看到她的母親與魔鬼廝混。多蘿西於1692年3月24日起被監禁，此時年僅五歲。在接下來的三天內，塞勒姆的官員前來拜訪她。多蘿西宣稱她有一條她母親給她的蛇，這條蛇會與她交談，還會從她的手指上吸吮鮮血。官員們認為這條蛇是薩娜·古德所使換的使魔，這些供詞後來被用來替薩娜·古德定罪。

多蘿西於1692年3月24日被捕，並於1692年12月10日以五十英鎊的金額保釋出獄。期間她從未被起訴或審判。德奧達·勞森牧師留下了3月24日到3月26日間，對多蘿西進行的審訊紀錄，指控者瑪麗·沃爾科特與安·普特南聲稱這孩子瘋了似的不斷咬她們，她就像是一隻動物。在這場短暫的審訊中，指控者們不斷地抱怨她在她們的手臂上留下咬傷。3月26日，多蘿西做出了有關蛇的供詞。

## 多蘿西與多卡斯
在1692年3月23日，由約翰·霍桑所發出的逮捕令中，多蘿西的名字被錯誤地拼寫成「多卡斯」（Dorcas）。但在除此之外的法庭文件，如德奧達·勞森所編寫的審問記錄中，多蘿西的名字都有被正確地拼寫。但是，之後的作家依然錯誤地沿用了霍桑一開始的筆誤，使多卡斯這個名字在後世不斷被反覆提及。

## 大眾文化中的多蘿西·古德
- 蘿絲·伊爾哈特：《Dorcas Good: The Diary of a Salem Witch》. Pendleton Books，紐約，2000；ISBN 1-893221-02-4
- 安·里納第（英语：Ann Rinaldi）：《A Break with Charity》. Simon and Schuster Books，紐約，1992；ISBN 0-15-204682-8